# Albertina Sisulu
Nontsikelelo Albertina Sisulu (nascida Thethiwe) (Tsomo, 21 de outubro de 1918 — Joanesburgo, 2 de junho de 2011) foi uma enfermeira e ativista sul-africana contra o apartheid, esposa do também ativista Walter Sisulu, chamada de "mãe da nação" da África do Sul.

## Biografia
Era filha mais velha de Bonilizwe e Monikazi Thethiwe, que tiveram outros quatros filhos e moravam no distrito de Tsomo do Transkei; sua mãe durante a sua gestação fora vitimada pela pandemia da gripe espanhola e, apesar da letalidade para gestantes, sobreviveu mas ficou com a saúde bastante fragilizada, razão pela qual a filha muitas vezes teve que cuidar dos irmãos.
Após a família se mudar para Xolobe, Nontsikelelo veio ali a cursar o primário numa escola presbiteriana e recebeu o nome de batismo Albertina; muito inteligente, destacou-se nos estudos mas, forçada a cuidar dos irmãos, acabou por atrasar dois anos o que fez com que, mais tarde, apesar de passar em primeiro lugar num concurso para uma bolsa de estudos, fosse preterida; os religiosos da sua escola protestaram em um jornal e isto fez com que o padre Bernard Huss da Missão Católica local lhe oferecesse uma bolsa de quatro anos no Mariazell College - evento comemorado em sua aldeia.
Assim, entrou no Mariazell College em 1936 e concluiu o curso em 1939; ali ela se converteu ao catolicismo e cogitou tornar-se freira; ela entretanto foi desaconselhada em seguir o ministério religioso pelo padre Huss pois assim não poderia ajudar a família; ele então a orientou para estudar enfermagem pois assim receberia um salário.
Em janeiro de 1940 ela foi aceita como estagiária num hospital de Joanesburgo, e se mudou para lá; ali experimentou o racismo pela primeira vez já que sua aldeia natal não tinha muitos brancos, no tratamento com as colegas de profissão que eram brancas. A discriminação foi mais patente durante o atendimento às vítimas de um grave acidente numa estação rodo-ferroviária e a direção do hospital não permitiu que os pacientes negros fossem atendidos no setor branco e quando, em 1941, sua mãe faleceu, negaram-lhe licença para assistir o funeral.
Naquele mesmo ano uma prima lhe apresentou a Walter Sisulu; ele era, ainda, primo de duas de suas maiores amigas: Rosabelle e Evelyn Mase; ela então começou a participar de reuniões políticas, e em 1944 ela se formou e veio a se casar com ele a 15 de julho, tendo por padrinhos Evelyn e seu esposo, Nelson Mandela.
O casal morava em Soweto, onde em 1945 nasceu o primeiro filho, Max Vuyisile; em 1947 o casal decidiu que ele se dedicaria exclusivamente à política, no Congresso Nacional Africano e Albertina passou a ser o arrimo da família; em 1949, com o seu apoio, Walter foi eleito Secretário-Geral do CNA; em 1943 a instituição passara a aceitar mulheres, e em 1948 (ano de instalação da política segregacionista do apartheid) a Liga Feminina foi formada, Albertina dela fazendo parte e tendo intensa atividade política nos anos seguintes: ocupou cargos de liderança no CNA, participou da Federação de Mulheres da África do Sul (FEDSAW), foi uma das organizadoras da marcha das mulheres contra a lei do passe e do movimento contra a educação inferior dispensada à maioria negra, de forma que ela e o esposo foram presos várias vezes.
Em 1954 ela obteve diploma de parteira, e foi contratada pela municipalidade nesta profissão. Recebeu mais tarde uma ordem de restrição do governo, que a impedia de maiores deslocamentos, que perdurou dezoito anos até 1981 - sendo a mulher que mais tempo sofreu essa penalidade.
Walter e Mandela fundaram o braço armado do CNA, chamado Umkhonto we Sizwe, na década de 1960; em 1963 ele ingressou na clandestinidade e, em represália, ela foi a primeira mulher detida sob a nova lei que dava ao governo direito de prender suspeitos por até 90 dias sem formalizar acusação; seu filho Zwelakhe também fora detido. Durante o cárcere, fizeram com que ela acreditasse que os filhos estavam doentes e que o marido tinha sido morto. Walter fora, naquele ano, condenado à prisão perpétua no Julgamento de Rivonia.
Ela viria a ser novamente presa e mantida em solitária em 1981 e 1985; em 1983 ela fora eleita co-presidenta da Frente Democrática Unida e em julho de 1989, um mês após o governo concedeu-lhe um passaporte e ela saiu do país, visitando a Europa e Estados Unidos onde se encontrou com líderes como Margaret Thatcher e George H. W. Bush; em outubro Walter foi libertado da prisão na Ilha Robben e o casal participou como deputados no período de transição que marcou o fim do apartheid.